# LifeStraw

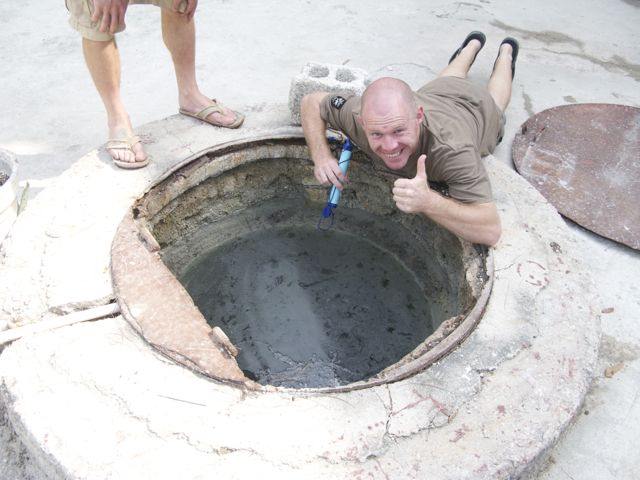
Un LifeStraw a punto de ser usado

LifeStraw es un filtro de agua diseñado para ser usado por una persona para filtrar agua y que sea segura para beber. Filtra un máximo de 1000 litros de agua, lo suficiente para una persona por un año. Elimina el 99.9999% de las bacterias y el 99.9% de los parásitos. El LifeStraw Family, un producto más grande diseñado para uso familiar, también filtra el 99.99% de los virus.
Fue diseñado por la compañía Suiza Vestergaard Frandsen pensado para personas viviendo en países en vías de desarrollo y para ser distribuido durante crisis humanitarias. LifeStraw Family filtra un máximo de 18000 litros de agua, asegurando agua potable para una familia de 5 personas por hasta 3 años. LifeStraw y LifeStraw Family fueron distribuidos durante el terremoto de Haití de 2010, las inundaciones en Pakistán de 2010 y las inundaciones de Tailandia de 2011. La cruz roja de Kenia otorgó en el distrito de Mutomo filtros a 2750 chicos en edad escolar y 6750 casas de familia.

## Construcción
El LifeStraw es un tubo plástico de 310 mm de largo y 30mm de diámetro. El agua que es succionada por el tubo, atraviesa unas fibras que filtran las partículas en el agua mayor a 0.02µm, usando sólo filtración física y no química. Todo el proceso es realizado mediante la succión, similar a usar un sorbete, y filtra hasta 1000 litros de agua. Mientras que el modelo inicial del filtro no removía el parásito giardia lamblia, LifeStraw elimina como mínimo el 99.9% de los parásitos del agua, incluyendo el giardia y el cryptosporidium.

## Críticas
LifeStraw fue reconocido por su eficacia y el método instantáneo para eliminar bacterias y por la aceptación de los consumidores. Paul Hetherington, de la organización caritativa WaterAid, criticó el LifeStraw por ser muy caro para el mercado al que apunta. También mencionó la importancia de resolver el problema del acceso al agua potable en países en desarrollo, que espera que se resuelvan pero no son solucionados por el LifeStraw en sí.
Aunque LifeStraw está ya a la venta en los países del tercer mundo, la mayoría son distribuidos como parte de campañas de salud pública o en respuesta a emergencias otorgadas por organizaciones de forma gratuita en los países en vías de desarrollo.
LifeStraw fue admirado en la prensa internacional y ganó varios premios incluyendo el en:Saatchi & Saatchi de 2008 por Ideas que Cambian al Mundo, el INDEX: 2005 International Design Award y el "Mejor invento de 2005" por la revista Time.